# The Rumour (альбом)
The Rumour — тринадцатый студийный альбом австралийской певицы Оливии Ньютон-Джон, выпущенный 2 августа 1988 года на лейблах Mercury Records и MCA Records в Северной Америке. Это был первый альбом певицы, над которым не работал её постоянный продюсер Джон Фаррар.

## Список композиций
| №                   | Название                                  | Автор(ы)                                 | Длительность |
| ------------------- | ----------------------------------------- | ---------------------------------------- | ------------ |
| 1.                  | «The Rumour» (совместно с Элтоном Джоном) | Элтон Джон, Берни Топин                  | 3:55         |
| 2.                  | «Love and Let Live»                       | Алан О’Дэй                               | 3:25         |
| 3.                  | «Can’t We Talk It Over in Bed»            | Ирвин Ливайн, Сэнди Линцер               | 3:53         |
| 4.                  | «Let’s Talk About Tomorrow»               | Джон Чапек, Эми Скай, Оливия Ньютон-Джон | 3:18         |
| 5.                  | «It’s Not Heaven»                         | Рэнди Гудрам, Оливия Ньютон-Джон         | 3:58         |
| 6.                  | «Get Out»                                 | Рэнди Гудрам, Оливия Ньютон-Джон         | 3:55         |
| 7.                  | «Big and Strong»                          | Марк Хёрд                                | 4:32         |
| 8.                  | «Car Games»                               | Рэнди Гудрам, Оливия Ньютон-Джон         | 4:45         |
| 9.                  | «Walk Through Fire»                       | Дэвид Баэрвальд, Дэвид Рикеттс           | 5:30         |
| 10.                 | «Tutta La Vita»                           | Лучо Далла, Дэвитт Сигерсон              | 3:31         |
| Общая длительность: | Общая длительность:                       | Общая длительность:                      | 40:42        |

Австралийская версия альбома содержит трек «It’s Always Australia for Me», посвящённый двухсотлетию Австралии.

## Позиции в хит-парадах
| Хит-парад (1988)            | Высшая позиция |
| --------------------------- | -------------- |
| Австралия (ARIA)            | 30             |
| Канада (RPM Top Albums/CDs) | 94             |
| Нидерланды (Album Top 100)  | 96             |
| США (Billboard 200)         | 67             |
| Япония (Oricon)             | 31             |